# 배정중학교
배정중학교(培正中學校)는 부산광역시 남구 문현4동에 있었던 사립 중학교이다.

## 연혁
- 1952년 10월 5일 : 개교
- 2012년 2월 29일 : 60년만에 폐교[1]

## 폐교 사유
시설의 노후화로 인한 안전사고 우려 및 국유지 이용료 장기 체납, 교사 채용 비리로 인한 학내 분규 및 경영 악화로 인하여 폐교되었다.

## 같이 보기
- 배정초등학교
- 배정고등학교
- 부산경영고등학교